# Vestgrønlandske jagtområder
Aasivissuit – Nipisat, Inuit jagtområde mellem indlandsis og hav eller Vestgrønlandske jagtområder er ét af de tre områder i Grønland, der er optaget på UNESCOs liste over verdensarv. Aasivissuit – Nipisat. Inuit Hunting Ground between Ice and Sea blev godkendt som verdensarv den 30. juni 2018.
Grønlands andet verdensarvsoråde er 1000 års landbrug i Arktis i Sydgrønland, der blev verdensarv i 2017.
I 2004 blev Ilulissat Isfjord anerkendt som Grønlands første verdensarvssted.

## Under polarcirklen
Det vestgrønlandske jagtområde blev optaget på optaget på UNESCOs liste over kandidater til verdensarv den 29. januar 2003.
Det foreslående verdensarvssted er et rektangulært område på 10.210 kvadratkilometer i det midterste Vestgrønland mellem Indlandsisen øst for Kangerlussuaq Lufthavn og vestkysten syd for Sisimiut. Dette vestgrønlandske jagtområde består af tre dele: Aasivissuit, Arnangarnup Qoorua (Paradisdalen) og vestkysten.

## Jægerkultur på 4.000 år
Saqqaq-folket kom til Grønland for over 4.000 år siden. Om sommeren drev de jagt i indlandet, og om vinteren drev de fangst ved vestkysten. De folkeslag, der kom til Grønland senere, brugte området på den samme måde.
Ved kysten findes der rester fra vinterbopladserne. I indlandet er det rester fra sommerfangsten. Der findes fx varder, teltringe og grave – især omkring Aasivissuit og Arnangarnup Qoorua.

## Nedslidning af området
Tidligere var der en omfattende jagt på rensdyrene i indlandet. I de senere år er bestanden af moskusokser vokset. Dette giver overgræsning og nedslidning af fortidsminderne.